# 大和島
大和島是西朝鮮灣中的一個島嶼，位於朝鮮半島西岸鐵山半島以南，現屬朝鮮民主主義人民共和國平安北道鐵山郡大和里。

## 地理
該島北方2公里是小和島。

## 大和岛戰役

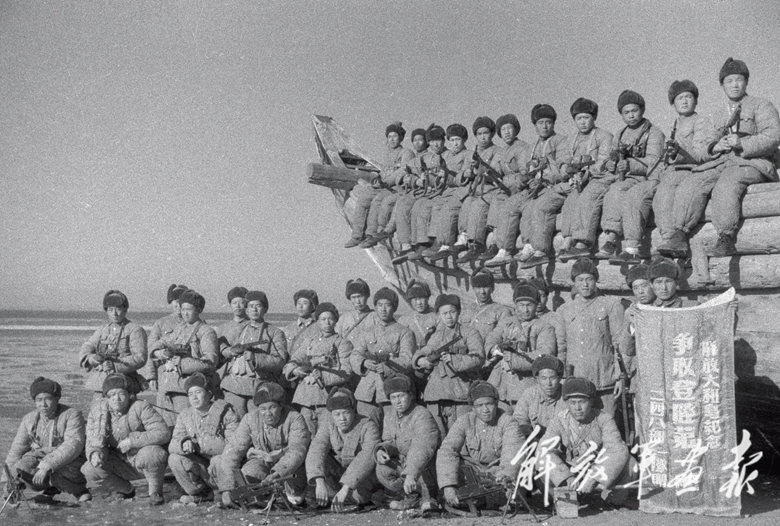
戰後首批登島的志愿军

朝鲜战争中，中国人民志愿军空军曾三次轰炸大和岛。第一次是1951年11月6日，志愿军空军第8师9架图-2轰炸机从于洪屯机场起飞，有噴射戰鬥機護航，这是解放軍空军第一次使用轰炸机作战。第二次是11月29日夜間，志愿军空军沒有發現美舰。第三次是11月30日，解放軍進行其歷史上第一次陆空协同作战，目的是攻佔本島。志愿军9架图-2轰炸机的目标是岛上的灯塔，但早到4分钟，遭到美国远东空军第五航空队31架F-86軍刀戰鬥機拦截，4架图-2被击落，4架受損（美方的紀錄是8架图-2都被擊落），16架护航的拉-11战斗机被击落3架，按時抵達的24架米格-15战斗机又損失1架，共有19名飛行員陣亡。美國4架F-86受損。同日，志愿军成功登陸本島。次日，島上聯合國軍從海上撤退。